# 不倫瑞克 (印地安納州克萊縣)
不倫瑞克（英語：Brunswick）是位於美國印地安納州克萊縣的一個非建制地區。該地的面積和人口皆未知。

## 地理
不倫瑞克的座標為39°11′49″N 87°07′12″W / 39.19694°N 87.12000°W，而該地的平均海拔高度為160米（即525英尺）。